# Micky Arison

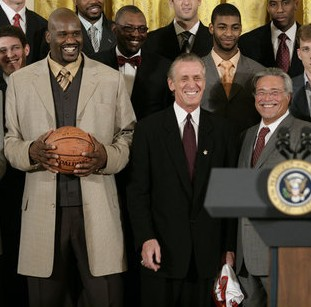
Shaquille O’Neal (links), Pat Riley (Mitte) und Micky Arison im Weißen Haus

Micky Arison (hebräisch מיקי אריסון; * 29. Juni 1949 in Tel Aviv, Israel) ist ein israelisch-US-amerikanischer Geschäftsmann und Milliardär. Er ist Vorstandsvorsitzender der Carnival Corporation, dem größten Kreuzfahrtunternehmen weltweit, und Besitzer des NBA-Teams Miami Heat. Unter seiner Leitung gewannen sie drei NBA-Meisterschaften. Er wurde 2025 als Förderer in die Naismith Memorial Basketball Hall of Fame aufgenommen.

## Leben
Micky Arison ist der Sohn von Ted Arison, Mitbegründer der Carnival Corporation mit Meshulam Riklis. Seine Geschwister sind Shari Arison und Kames Arison. Er wohnt in Bal Harbour, Florida, besitzt aber auch Häuser in New York und Israel. Arison besitzt zwei 200-Fuß-Yachten, die er auch als Wohnsitz benutzt. Er besuchte die University of Miami, erwarb jedoch keinen Abschluss.
Arison ist mit Madeleine Arison verheiratet und hat zwei Kinder. Ihr Sohn Nick Arison ist Geschäftsführer der Miami Heat.
Arison ist seit 1995 der Eigentümer der Miami Heat. Während seiner Zeit als Eigentümer stellte Arison Pat Riley als Cheftrainer (und später als Präsident des Teams) ein. Unter Arison hat das Team drei NBA-Meisterschaften gewonnen (2006, 2012 und 2013).
Im Jahr 2009 verdiente er 7.201.110 US-Dollar, die ein Grundgehalt von 880.000 US-Dollar, einen Cash-Bonus von 2.206.116 US-Dollar, Aktienoptionen in Höhe von 3.618.481 US-Dollar und sonstige Bezüge in Höhe von insgesamt 496.513 US-Dollar beinhalten. 2023 schätzte das Forbes Magazine Arisons Reichtum auf 5,7 Milliarden US-Dollar, was ihn zum 451. reichsten Menschen der Welt auf dieser Liste machte.